# Thetis
În mitologia greacă, Thetis (sau Tetis; în greacă veche Θέτις) era o nereidă, fiică a lui Nereus. S-a căsătorit cu eroul Peleus și a devenit mama lui Ahile. La nunta ei cu Peleus (singura căsătorie dintre un muritor și o zeiță, acceptată de către olimpieni), Eris aruncă Mărul discordiei care, conform lui Homer, a fost originea Războiului Troian.

## Epitete
Tetis este cunoscută cu două epitete:
- Argiropeza (Αργυροπεζα) „cu picioare-argintii”[5]
- Halosidne (Ἁλοσυδνης) „născută din apă de mare”[6]

## Mitologie
Tetis este fiica lui Nereu și a lui Doris, fiica lui Ocean. Mai sunt alte surse care susțin că centaurul Chiron i-ar fi fost tată. Oricum, este o divinitate marină și nemuritoare, cea mai faimoasă dintre nereide. 

### Tetis și Hera
Aceasta fu crescută de Hera, așa cum zeița fusese la rândul ei crescută de titanida Thetis. Acesta ar putea fi motivul pentru care Tetis și Hera se înțeleg bine în mitologie.
- Tetis este cea care-l culege pe Hefaistos din mare când Hera-l aruncă
- La ordinele Herei, aceasta ia cârma navei Argo, când trebuie să treacă de Simplegade
- În funcție de unele mituri, Tetis îl refuză pe Zeus de dragul Herei, deși în altele el și Poseidon renunță la ea când apare profeția că fiul acesteia va fi mai puternic decât tatăl său, această profeție fiind câteodată atribuită lui Prometeu,[8] lui Themis sau profetului Calcas

### Războiul dintre zei
Când o parte trei olimpieni, Hera, Poseidon și Palas Atena, se răsculară împotriva lui Zeus, Tetis îl chemă pe gigantul Briareus în ajutorul acestuia și cei trei zei se speriară.
„...pe Zeus cel negru de nouri / Singură tu între zei îl feriși de prăpăd și ocară, / Când s-apucaseră-n lanțuri odată să-l ferece zeii, / Hera, Poseidon și Palas Atena. Căci tu, o, zeiță, / Dusu-te-ai și-ai izbutit pe marele zeu să-l dezlănțui, / Iute chemând în Olimp pe cel cu o sutã de brațe, / Căruia zeii îi zic Briareu,”

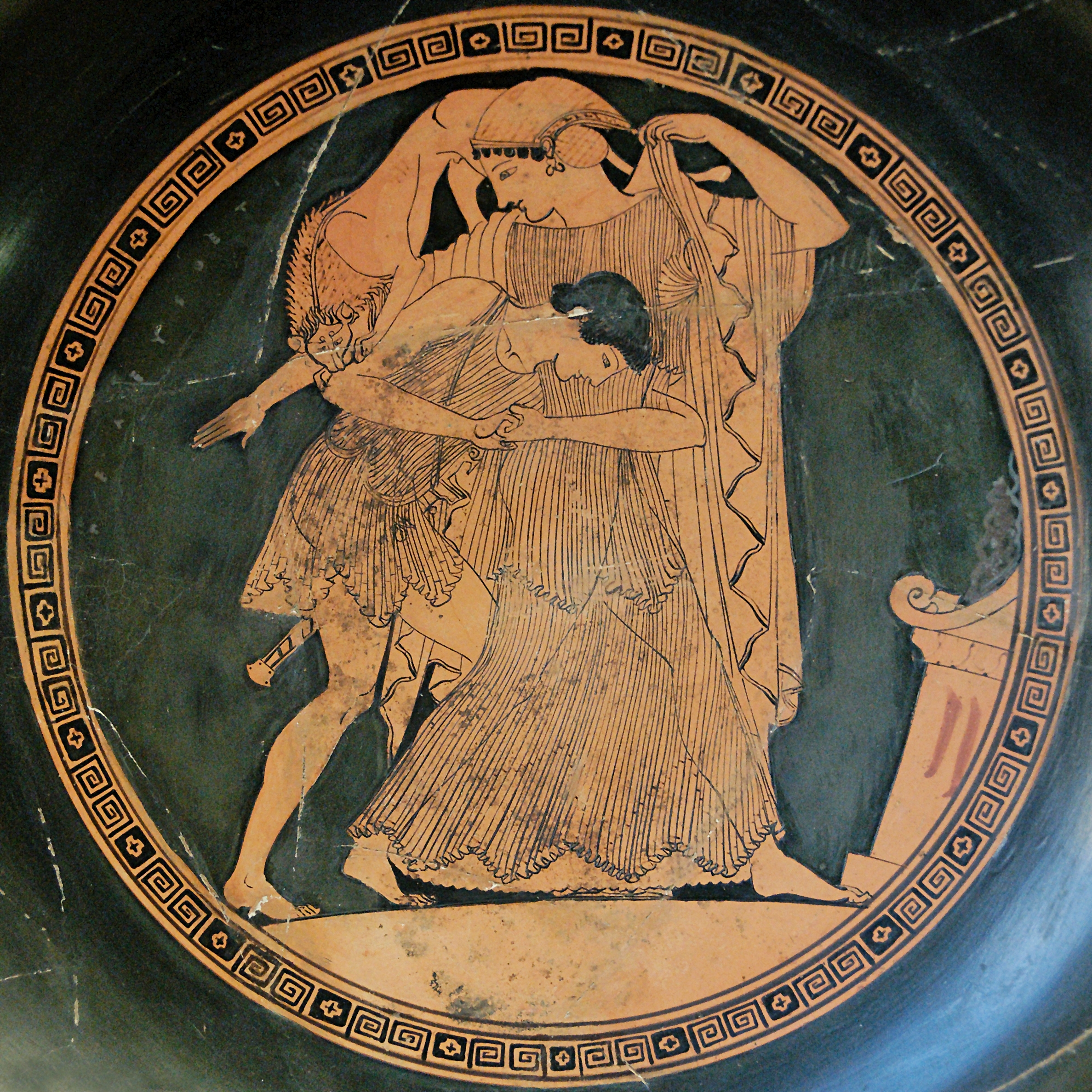
Peleu ținând-o pe Tetis care se transformă, într-un tondo de pe o cupă de vin din Attica c. 490 î.Hr. găsită la Vulci, Etruria

—Iliada, traducerea Murnu

### Căsătoria cu Peleu
Datorită acestei profeții, Zeus o dădu în căsătorie muritorului Peleu, sau, în funcție de alte surse, centaurul Chiron află de profeție și-și instrui ucenicul, pe Peleu, să profite pentru a se căsători cu o divinitate. Ca divinitate marină, Tetis poseda darul transformării și încercă să scape îmbrățișărilor acestuia, transformându-se în foc, în apă, în vânt, într-un copac, într-o pasăre, într-un tigru, într-un leu și, în final, într-o secetă. La sfatul lui Chiron, acesta o ținu strâns și aceasta redeveni, în cele din urmă, femeie.
Nunta avu loc pe muntele Pelion. Mulți zei și eroi fură prezenți și oferiră daruri de mare valoare, precum o lance de frasin de la Chiron și doi armăsari nemuritori, Balios și Xantos, de la Poseidon. Toți nemuritorii fură invitați, mai puțin Eris. Când aceasta află, luă unul dintre merele Hesperidelor, scrise pe el „celei mai frumoase” și-l aruncă în mijlocul celor adunați. Acest episod porni evenimentele care porniră războiul troian.

Nu fu un mariaj fericit; Tetis îi dărui mulți copii, dar tot ea îi omorî, încercând să-i facă nemuritori. În funcție de unele legende, aceasta îl cocea pe Ahile, ultimul născut, deasupra focului pentru a-l întări, când Peleu nu mai suportă și i-l smulse din mâini. De supărare, aceasta plecă și nu se mai întoarse niciodată la casa acestuia.

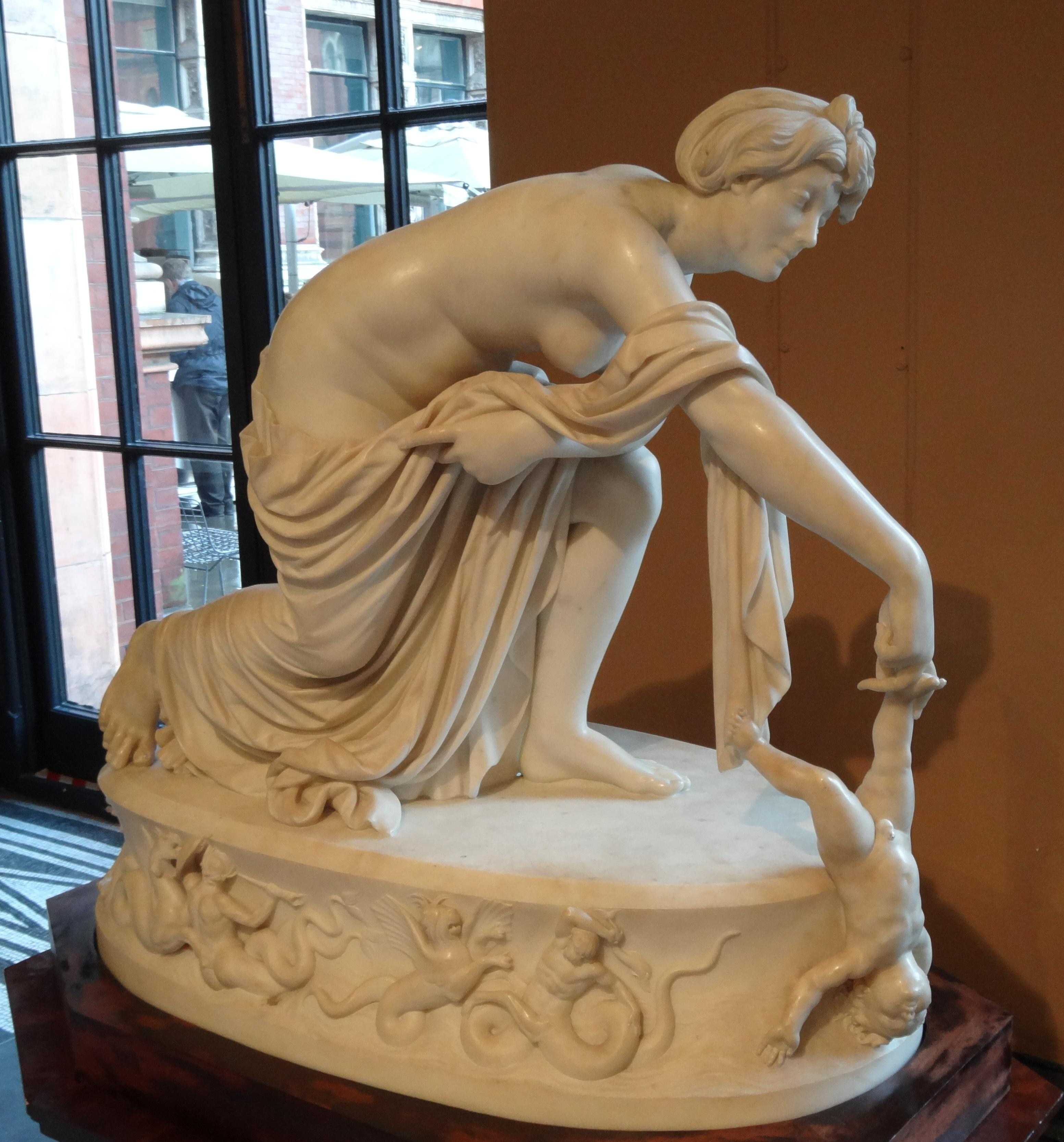
Tetis îmbăindu-l pe Ahile în Styx de Thomas Banks

### Ahile
Pentru a-l proteja pe Ahile, mama sa Tetis, fie încearcă să-l călească deasupra focului, așa cum încercase Demetra cu Demofon, fie, în alte versiuni, îl îmbăie în Styx, dar îl ținu de călcâi, acesta devenind punctul lui sensibil. 
Când acesta are nouă ani, profetul Calcas anunță că Troia nu va cădea fără ajutorul lui, Tetis, care știa că acesta va muri sub zidurile cetății, îl duse pe acesta la curtea regelui Licomed, la Skyros, și-l ascunse printre fete. Când Ahile plecă totuși la război, Tetis făcu tot ce putu pentru a-l proteja. I-l dădu companion pe Tenes, îi interzise să dezbarce primul la Troia, îi dădu armură și-l convinse pe Hefaistos să-i făurească una nouă când Patrocle fu ucis și armura lui Ahile luată de troieni, îl consolă cum putu și încercă pe durata războiului să-l țină departe de Hector, știind că va muri la scurt timp după acesta.
După moartea eroului, Tetis îl păzi pe fiul acestuia, Neoptolem.

## Cultul lui Tetis
În călătoriile sale, Pausanias a fost informat că perioada arhaică, în Lacedemonia exista un cult xoanon (al unui idol de lemn) al lui Tetis, înainte de clădirea templului, unde aceasta a continuat să fie venerată până în secolul II î.Hr..

## Moștenire
Asteroidul 17 Thetis îi poartă numele.